# Monte Sannace
Monte Sannace è una collina posta tra i territori di Turi, Sammichele di Bari e Gioia del Colle a 5 km circa a nord-est di quest'ultima, in Puglia, appartenente all'altopiano delle Murge.

## Descrizione
È sede dell'importante sito archeologico omonimo, comprendente un villaggio peuceta. Non è stata finora attestata la presenza di una necropoli vera e propria, in quanto le tombe si distribuiscono all'interno delle aree abitate nella parte bassa e nella zona dell'acropoli. Si ritiene possa essere la mitica città di Thuriae, in relazione anche della città odierna di Turi e citata dallo storico Tito Livio, in relazione alla fallita spedizione in Italia di una flotta spartana condotta dal principe Cleonimo.